# Calymmochilus delphinus
Calymmochilus delphinus (лат.) — вид мелких паразитических наездников-эвпельмид (Eupelmidae) рода Calymmochilus.

## Распространение
Южная Европа (Греция, Испания, Франция).

## Описание
Мелкие наездники (около 2 мм). Макроптерные формы. Мезосома и голова однотонные, темно-коричневые с уменьшенным металлическим блеском; брюшко светлое (от белого до гиалинового и преимущественно жёлтым тергитом Gt7) с коричневой полосой, идущей латерально от церкуса к верхушке, в остальном варьирующе-коричневым цветом и обычно с Gt2 ‒ Gt5 с более тёмным ободком вдоль дистального края. Ноги и обычно скапус почти равномерно от жёлтого до желто-коричневого. Наличник выпуклый, зазубренный на вершине. Скробальное вдавление глубокое, с покатыми некариновыми сторонами, полностью сетчатое. Лобно-верхняя часть между глазковым треугольником и скробальным вдавлением сетчатая. Мезоскутум практически до заднего края сетчатый. Мезскутеллюм и аксиллы дифференцированы и отчётливы, скутеллюм слегка выпуклый. Клипеус снизу выступающий в виде треугольной лопасти, с пильчатым краем. Скутум длинный и узкий, скутеллюм продольно вогнутый. Вид был впервые описан в 2004 году из Испании.